# Kelurahan Purwokerto Wetan
Kelurahan Purwokerto Wetan är en administrativ by i Indonesien.   Den ligger i provinsen Jawa Tengah, i den västra delen av landet, 300 km sydost om huvudstaden Jakarta.